# Jan Lubicz Seferowicz
Jan Lubicz Seferowicz (ur. 12 marca 1846, zm. 1 grudnia 1916 we Lwowie) – polski c. k. urzędnik.

## Życiorys
Urodził się w 1846 w Dubienku. W okresie zaboru austriackiego w ramach autonomii galicyjskiej ukończył studia prawnicze na Wydziale Prawa Uniwersytetu Lwowskiego. Podjął pracę w Magistracie miasta Lwowa. Wkrótce potem przeniesiony do Ministerium Galicji, a następnie do Dyrekcji Kolei w Krakowie i do Ministerium Handlu. Finalnie został dyrektorem poczt i telegrafów we Lwowie. Otrzymał godność c. k. radcy dworu. Od 1908 sprawował stanowisko historycznie pierwszego prezydenta galicyjskiej C. K. Dyrekcji Poczt i Telegrafów we Lwowie (wiceprezydentem został Ludwik Pikor). W 1910 został przeniesiony w stan spoczynku na własną prośbę. Z tej okazji został odznaczony przez cesarza Franciszka Józefa I Orderem Korony Żelaznej II klasy. Był także odznaczony Orderem Leopolda.
Posiadał majątek pod Lwowem we wsi Pasieki Zubrzyckie. Fundator kościoła rz.-kat. w tejże miejscowości, pod wezwaniem św. Bronisławy. Tak też miała na imię jego żona. Działał w Czerwonym Krzyżu. 
Zmarł 1 grudnia 1916 we Lwowie. Został pochowany na Cmentarzu Łyczakowskim we Lwowie.